# Kroonprins Frederikbrug
De Kroonprins Frederikbrug (Deens: Kronprins Frederiks Bro) is een brug bij Frederikssund in Denemarken. De brug overspant sinds 30 oktober 1935 het Roskildefjord op het eiland Seeland. 
Over de brug lopen de Primærrute 53 en Sekundærrute 207. De Primærrute 53 loopt van Hillerød naar Holbæk en de Sekundærrute 207 van Birkerød naar Hundested.